# Danh sách tham dự giải vô địch bóng đá U-16 thế giới 1985
Dưới đây là danh sách cầu thủ tham dự giải vô địch bóng đá U-16 thế giới 1985

## Bảng A

### Trung Quốc
Huấn luyện viên:  Gao Fengwen
| Số | Vt | Cầu thủ      | Ngày sinh (tuổi)            | Số trận | Câu lạc bộ          |
| -- | -- | ------------ | --------------------------- | ------- | ------------------- |
| 1  | TM | Li Xianzhong | 20 tháng 8, 1968 (16 tuổi)  |         | Liêu Ninh Hoành Vận |
| 2  | HV | Feng Zhigang | 29 tháng 11, 1969 (15 tuổi) |         | Vũ Hán              |
| 3  | HV | Shang Qing   | 16 tháng 11, 1968 (16 tuổi) |         | Bayi                |
| 4  | HV | Fan Li       | 25 tháng 9, 1968 (16 tuổi)  |         | Thân Hoa Thượng Hải |
| 5  | HV | Bi Sheng     | 3 tháng 8, 1968 (16 tuổi)   |         | Bắc Kinh Quốc An    |
| 6  | HV | Sun Bowei    | 29 tháng 9, 1968 (16 tuổi)  |         | Tứ Xuyên            |
| 7  | TV | Tu Shengqiao | 9 tháng 11, 1968 (16 tuổi)  |         | Vũ Hán              |
| 8  | TV | Xie Yuxin    | 10 tháng 12, 1968 (16 tuổi) |         | Quảng Đông          |
| 9  | TV | Cao Xiandong | 19 tháng 8, 1968 (16 tuổi)  |         | Bắc Kinh Quốc An    |
| 10 | TV | Guo Zhuang   | 18 tháng 8, 1968 (16 tuổi)  |         | Liêu Ninh Hoành Vận |
| 11 | TV | Qing Baoquan | 9 tháng 9, 1968 (16 tuổi)   |         | Bắc Kinh Quốc An    |
| 12 | TV | Li Xangjie   | 12 tháng 12, 1968 (16 tuổi) |         | Cát Lâm             |
| 13 | TĐ | Tang Weihu   | 20 tháng 10, 1968 (16 tuổi) |         | Vân Nam             |
| 14 | TĐ | Liu Bin      | 17 tháng 9, 1969 (15 tuổi)  |         | Tứ Xuyên            |
| 15 | TĐ | Cui Guangri  | 26 tháng 8, 1968 (16 tuổi)  |         | Cát Lâm             |
| 16 | HV | Yan Yongzhu  | 9 tháng 8, 1968 (16 tuổi)   |         | Cát Lâm             |
| 17 | TĐ | Fan Guotao   | 23 tháng 10, 1968 (16 tuổi) |         | Liêu Ninh           |
| 18 | TM | Li Zhong     | 17 tháng 10, 1968 (16 tuổi) |         | Thiên Tân           |

### Bolivia
Huấn luyện viên:  Eduardo Rivero
| Số | Vt | Cầu thủ           | Ngày sinh (tuổi)            | Số trận | Câu lạc bộ       |
| -- | -- | ----------------- | --------------------------- | ------- | ---------------- |
| 1  | TM | Jorge Arteaga     | 2 tháng 6, 1969 (16 tuổi)   |         | Tahuichi Academy |
| 2  | HV | Ko Ishikawa       | 10 tháng 8, 1970 (14 tuổi)  |         | Tahuichi Academy |
| 3  | HV | Hugo Pinto        | 12 tháng 8, 1970 (14 tuổi)  |         | Tahuichi Academy |
| 4  | TV | David Saracho     | 31 tháng 10, 1969 (15 tuổi) |         | Tahuichi Academy |
| 5  | TV | César Burgos      | 6 tháng 2, 1969 (16 tuổi)   |         | Tahuichi Academy |
| 6  | TV | Eduardo Trigo     | 13 tháng 4, 1969 (16 tuổi)  |         | Tahuichi Academy |
| 7  | HV | Hernan Atalá      | 30 tháng 7, 1969 (16 tuổi)  |         | Tahuichi Academy |
| 8  | HV | Maximiliano Pérez | 24 tháng 11, 1968 (16 tuổi) |         | Tahuichi Academy |
| 9  | TV | Fernando Ribera   | 15 tháng 5, 1969 (16 tuổi)  |         | Tahuichi Academy |
| 10 | TV | Erwin Sánchez     | 19 tháng 10, 1969 (15 tuổi) |         | Tahuichi Academy |
| 11 | TV | Richard Romero    | 24 tháng 2, 1969 (16 tuổi)  |         | Tahuichi Academy |
| 12 | TM | Ronald Cadario    | 18 tháng 7, 1969 (16 tuổi)  |         | Tahuichi Academy |
| 13 | TV | Mauricio Ramos    | 23 tháng 9, 1969 (15 tuổi)  |         | Tahuichi Academy |
| 14 | TĐ | Marco Etcheverry  | 26 tháng 9, 1970 (14 tuổi)  |         | Tahuichi Academy |
| 15 | HV | Jorge Aponte      | 25 tháng 9, 1968 (16 tuổi)  |         | Tahuichi Academy |
| 16 | TĐ | Ramón Cruz        | 23 tháng 3, 1969 (16 tuổi)  |         | Tahuichi Academy |
| 17 | TĐ | Marcos Urquiza    | 12 tháng 12, 1970 (14 tuổi) |         | Tahuichi Academy |
| 18 | HV | Walter Aguilera   | 11 tháng 5, 1970 (15 tuổi)  |         | Tahuichi Academy |

### Guinée
Huấn luyện viên:  Chérif Souleymane
| Số | Vt | Cầu thủ               | Ngày sinh (tuổi)            | Số trận | Câu lạc bộ      |
| -- | -- | --------------------- | --------------------------- | ------- | --------------- |
| 1  | TM | Fodé Sylla            | 2 tháng 4, 1969 (16 tuổi)   |         | Hafia           |
| 2  | HV | Ousmane Camara        | 13 tháng 2, 1970 (15 tuổi)  |         | Université Club |
| 3  | HV | Abdoul Sow            | 13 tháng 8, 1970 (14 tuổi)  |         | Université Club |
| 4  | HV | Morlaye Soumah        | 27 tháng 1, 1971 (14 tuổi)  |         | Université Club |
| 5  | HV | Ousmane Fernández     | 4 tháng 2, 1969 (16 tuổi)   |         | Atlantic        |
| 6  | HV | Mohamed Conte         | 9 tháng 4, 1969 (16 tuổi)   |         | Hafia           |
| 7  | TĐ | Mohamed Kake          | 9 tháng 6, 1970 (15 tuổi)   |         | Université Club |
| 8  | HV | Sékou Fofana          | 4 tháng 6, 1970 (15 tuổi)   |         | Université Club |
| 9  | TV | Mohamed Soumah        | 24 tháng 5, 1970 (15 tuổi)  |         | Hafia           |
| 10 | TV | Lamine Touré          | 23 tháng 12, 1971 (13 tuổi) |         | Université Club |
| 11 | TV | Mohamed Camara        | 13 tháng 4, 1970 (15 tuổi)  |         | Université Club |
| 12 | TV | Mohamed Sylla         | 22 tháng 2, 1971 (14 tuổi)  |         | Hafia           |
| 13 | TV | Fodé Soumah           | 29 tháng 10, 1969 (15 tuổi) |         | Université Club |
| 14 | TV | Salifou Koita         | 8 tháng 5, 1969 (16 tuổi)   |         | Hafia           |
| 15 | TĐ | Abdoul Karim Bangoura | 9 tháng 2, 1970 (15 tuổi)   |         | Université Club |
| 16 | TĐ | Ibrahima Touré        | 13 tháng 1, 1970 (15 tuổi)  |         | Université Club |
| 17 | TĐ | Abdourahmane Camara   | 15 tháng 2, 1971 (14 tuổi)  |         | Hafia           |
| 18 | TM | Edgar Sylla           | 22 tháng 3, 1970 (15 tuổi)  |         | Université Club |

### Hoa Kỳ
Huấn luyện viên:  Angus McAlpine
| Số | Vt | Cầu thủ           | Ngày sinh (tuổi)            | Số trận | Câu lạc bộ         |
| -- | -- | ----------------- | --------------------------- | ------- | ------------------ |
| 1  | TM | Tom Foley         | 10 tháng 8, 1968 (16 tuổi)  |         | Billerica          |
| 2  | TV | Brian Adcock      | 17 tháng 8, 1968 (16 tuổi)  |         | Evan Hut           |
| 3  | TĐ | Brian Benedict    | 27 tháng 12, 1968 (16 tuổi) |         | Lauderh Lions      |
| 4  | TV | John Cocking      | 27 tháng 9, 1968 (16 tuổi)  |         | Concorde           |
| 5  | HV | Neil Covone       | 31 tháng 8, 1969 (15 tuổi)  |         | Hialeah Lakes      |
| 6  | HV | Brian Donally     | 9 tháng 6, 1969 (16 tuổi)   |         | Scott Gallagher SC |
| 7  | HV | Tony Epifani      | 5 tháng 1, 1969 (16 tuổi)   |         | Sporting Foot      |
| 8  | TV | Hendrig Gutiérrez | 28 tháng 8, 1968 (16 tuổi)  |         | Date County        |
| 9  | HV | John Gwin         | 31 tháng 10, 1968 (16 tuổi) |         | Torrance United    |
| 10 | TĐ | Chris Hillyer     | 30 tháng 9, 1969 (15 tuổi)  |         | Juventus SC        |
| 11 | TV | Kris Kelderman    | 10 tháng 12, 1968 (16 tuổi) |         | Neenah Eagles      |
| 12 | TĐ | Larry McPhail     | 27 tháng 8, 1968 (16 tuổi)  |         | Titans             |
| 13 | HV | Derek Missimo     | 20 tháng 1, 1969 (16 tuổi)  |         | Comets             |
| 14 | TV | David Mueller     | 4 tháng 10, 1968 (16 tuổi)  |         | Rangers SC         |
| 15 | TĐ | Curtis Pride      | 17 tháng 12, 1968 (16 tuổi) |         | Saddlebrook        |
| 16 | HV | Joey Valenti      | 29 tháng 8, 1968 (16 tuổi)  |         | Tampa Bay Rangers  |
| 17 | TV | Lyle Yorks        | 30 tháng 1, 1970 (15 tuổi)  |         | Mansfield SC       |
| 18 | TM | Mike Gaub         | 14 tháng 9, 1968 (16 tuổi)  |         | W Valley United    |

## Bảng B

### Úc
Huấn luyện viên:  Vic Dalgleish
| Số | Vt | Cầu thủ           | Ngày sinh (tuổi)            | Số trận | Câu lạc bộ         |
| -- | -- | ----------------- | --------------------------- | ------- | ------------------ |
| 1  | TM | George Bouhoutsos | 3 tháng 4, 1969 (16 tuổi)   |         | Canterbury         |
| 2  | TV | Damien Butler     | 5 tháng 9, 1969 (15 tuổi)   |         | Inala City         |
| 3  | HV | Gareth Naven      | 3 tháng 3, 1969 (16 tuổi)   |         | Bayswater Inter    |
| 4  | TV | Craig Naven       | 3 tháng 3, 1969 (16 tuổi)   |         | Bayswater Inter    |
| 5  | HV | George Jolevski   | 26 tháng 3, 1969 (16 tuổi)  |         | Preston Makedonia  |
| 6  | HV | Michael Graham    | 6 tháng 2, 1969 (16 tuổi)   |         | Wallsend           |
| 7  | HV | Robert Runje      | 26 tháng 2, 1969 (16 tuổi)  |         | Frankston Pines    |
| 8  | TV | Craig Foster      | 15 tháng 4, 1969 (16 tuổi)  |         | Goonellabah        |
| 9  | TV | David Schott      | 31 tháng 7, 1969 (16 tuổi)  |         | Blacktown City     |
| 10 | TV | Alfie Catalano    | 26 tháng 8, 1968 (16 tuổi)  |         | Brisbane City      |
| 11 | HV | David Barrett     | 21 tháng 2, 1969 (16 tuổi)  |         | Sydney Olympic     |
| 12 | TV | Mark Talajic      | 2 tháng 7, 1969 (16 tuổi)   |         | Melbourne Croatia  |
| 13 | TV | Anthony Grbac     | 30 tháng 3, 1969 (16 tuổi)  |         | Brunswick Juventus |
| 14 | TĐ | Scott Racey       | 10 tháng 5, 1969 (16 tuổi)  |         | Bayswater Inter    |
| 15 | TĐ | Paul Trimboli     | 25 tháng 2, 1969 (16 tuổi)  |         | Brighton           |
| 16 | TĐ | Stan Thodis       | 11 tháng 4, 1969 (16 tuổi)  |         | Heidelberg United  |
| 17 | TĐ | Colin Cooper      | 1 tháng 2, 1969 (16 tuổi)   |         | Altona City        |
| 18 | TM | Corrado Nobile    | 14 tháng 10, 1968 (16 tuổi) |         | Fawkner Blues      |

### Argentina
Huấn luyện viên:  Carlos Pachamé
| Số | Vt | Cầu thủ                  | Ngày sinh (tuổi)            | Số trận | Câu lạc bộ                       |
| -- | -- | ------------------------ | --------------------------- | ------- | -------------------------------- |
| 1  | TM | José Miguel              | 23 tháng 6, 1969 (16 tuổi)  |         | River Plate                      |
| 2  | HV | Favio Almirón            | 7 tháng 4, 1969 (16 tuổi)   |         | Nueva Chicago                    |
| 3  | TV | Diego Álvarez            | 1 tháng 5, 1969 (16 tuổi)   |         | River Plate                      |
| 4  | HV | Fernando Cáceres         | 7 tháng 2, 1969 (16 tuổi)   |         | Argentinos Juniors               |
| 5  | HV | Juan Cybulski            | 8 tháng 3, 1969 (16 tuổi)   |         | River Plate                      |
| 6  | TV | Alberto Denis            | 8 tháng 2, 1969 (16 tuổi)   |         | Vélez Sársfield                  |
| 7  | TĐ | Lorenzo Frutos           | 2 tháng 5, 1969 (16 tuổi)   |         | San Lorenzo                      |
| 8  | TV | Fernando Kuyumuchoglu    | 27 tháng 2, 1969 (16 tuổi)  |         | River Plate                      |
| 9  | TV | Hugo Maradona            | 9 tháng 5, 1969 (16 tuổi)   |         | Argentinos Juniors               |
| 10 | HV | Gabriel Marino           | 20 tháng 3, 1969 (16 tuổi)  |         | Argentinos Juniors               |
| 11 | HV | Gustavo Montero          | 15 tháng 2, 1969 (16 tuổi)  |         | River Plate                      |
| 12 | TM | Christian Corrales       | 4 tháng 6, 1969 (16 tuổi)   |         | Huracán                          |
| 13 | TĐ | Alejandro Presa          | 10 tháng 3, 1969 (16 tuổi)  |         | Estudiantes de La Plata          |
| 14 | TV | Fernando Redondo         | 6 tháng 6, 1969 (16 tuổi)   |         | Argentinos Juniors               |
| 15 | TV | Mario Rocca              | 10 tháng 2, 1969 (16 tuổi)  |         | Independiente                    |
| 16 | TĐ | Alejandro Ruidíaz        | 3 tháng 9, 1969 (15 tuổi)   |         | Independiente                    |
| 17 | TV | Pedro Ignacio Sallaberry | 29 tháng 1, 1969 (16 tuổi)  |         | Talleres de Remedios de Escalada |
| 18 | HV | Néstor Valenzuela        | 19 tháng 11, 1969 (15 tuổi) |         | Vélez Sársfield                  |

### Cộng hòa Congo
Huấn luyện viên:  David Memy
| Số | Vt | Cầu thủ             | Ngày sinh (tuổi)            | Số trận | Câu lạc bộ        |
| -- | -- | ------------------- | --------------------------- | ------- | ----------------- |
| 1  | TM | Jasmin Ngangoye     | 5 tháng 10, 1968 (16 tuổi)  |         | Abeilles FC       |
| 2  | HV | Eric Mantot         | 6 tháng 9, 1968 (16 tuổi)   |         | CARA              |
| 3  | HV | Jean Nzikou         | 12 tháng 8, 1968 (16 tuổi)  |         | Inter Club        |
| 4  | HV | José Malanda        | 15 tháng 9, 1968 (16 tuổi)  |         | Vita Club Mokanda |
| 5  | HV | Lambert Galibali    | 3 tháng 12, 1968 (16 tuổi)  |         | EMPCR             |
| 6  | TV | Ladislas Ossie      | 1 tháng 9, 1969 (15 tuổi)   |         | Telesport         |
| 7  | TV | Mesmin Mbemba       | 27 tháng 12, 1968 (16 tuổi) |         | Kotoko MFOA       |
| 8  | TV | Étienne Salles      | 11 tháng 11, 1968 (16 tuổi) |         | Vita Club Mokanda |
| 9  | TĐ | Alphonse Gono       | 2 tháng 4, 1970 (15 tuổi)   |         | Inter Club        |
| 10 | TĐ | Guy Makosso-Pouna   | 27 tháng 9, 1969 (15 tuổi)  |         | AS Cheminots      |
| 11 | TV | Antoine Ebiki-Kama  | 3 tháng 9, 1968 (16 tuổi)   |         | US Agip           |
| 12 | TV | Landry Kanza        | 7 tháng 5, 1970 (15 tuổi)   |         | CARA              |
| 13 | HV | Thierry Obs-Apounou | 26 tháng 9, 1968 (16 tuổi)  |         | EMPCR             |
| 14 | HV | Yvon Ossibi         | 16 tháng 10, 1969 (15 tuổi) |         | EMPCR             |
| 15 | TĐ | Jean-Paul Balla     | 20 tháng 10, 1968 (16 tuổi) |         | Vita Club Mokanda |
| 16 | TM | Wilfrid Kibangou    | 22 tháng 6, 1969 (16 tuổi)  |         | Telesport         |
| 17 | TV | Guy Etoto           | 12 tháng 6, 1971 (14 tuổi)  |         | US Avenir         |
| 18 | TĐ | Hervé Kakou         | 25 tháng 11, 1968 (16 tuổi) |         | CARA              |

### Tây Đức
Huấn luyện viên:  Horst Köppel
| Số | Vt | Cầu thủ           | Ngày sinh (tuổi)            | Số trận | Câu lạc bộ           |
| -- | -- | ----------------- | --------------------------- | ------- | -------------------- |
| 1  | TM | Alexander Ogrinc  | 10 tháng 12, 1968 (16 tuổi) |         | VfB Stuttgart        |
| 2  | HV | Ralf Lewe         | 13 tháng 5, 1969 (16 tuổi)  |         | Wattenscheid 09      |
| 3  | HV | Peter Jung        | 22 tháng 9, 1968 (16 tuổi)  |         | SV Kuppenheim        |
| 4  | HV | Dirk Konerding    | 27 tháng 2, 1969 (16 tuổi)  |         | Arminia Bielefeld    |
| 5  | TV | Martin Schneider  | 24 tháng 11, 1968 (16 tuổi) |         | Bayern Munich        |
| 6  | TV | Peter Gartmann    | 30 tháng 8, 1968 (16 tuổi)  |         | FC Augsburg          |
| 7  | TV | René Schliechting | 7 tháng 10, 1968 (16 tuổi)  |         | Eintracht Frankfurt  |
| 8  | TV | Klaus Mirwald     | 11 tháng 9, 1968 (16 tuổi)  |         | VfB Stuttgart        |
| 9  | TV | Marcel Witeczek   | 18 tháng 10, 1968 (16 tuổi) |         | Bayer Uerdingen      |
| 10 | TV | Detlev Dammeier   | 18 tháng 10, 1968 (16 tuổi) |         | Hannover 96          |
| 11 | TĐ | Ralph Jester      | 8 tháng 9, 1968 (16 tuổi)   |         | Bramfelder SV        |
| 12 | TM | Thomas Revermann  | 22 tháng 9, 1968 (16 tuổi)  |         | Preußen Münster      |
| 13 | HV | Helmut Gabriel    | 3 tháng 10, 1968 (16 tuổi)  |         | SC Neheim            |
| 14 | HV | Sascha Kiefaber   | 23 tháng 8, 1968 (16 tuổi)  |         | 1. FC Kaiserslautern |
| 15 | TV | Bernhard Schöfer  | 16 tháng 8, 1969 (15 tuổi)  |         | VfB Stuttgart        |
| 16 | TV | Stefan Simon      | 18 tháng 6, 1969 (16 tuổi)  |         | Eintracht Frankfurt  |
| 17 | TV | Ralf Sturm        | 18 tháng 10, 1968 (16 tuổi) |         | 1. FC Köln           |
| 18 | TĐ | Peter Radojewski  | 18 tháng 11, 1968 (16 tuổi) |         | Fortuna Düsseldorf   |

## Bảng C

### Ả Rập Xê Út
Huấn luyện viên:  Mohamed Abdoulraman
| Số | Vt | Cầu thủ              | Ngày sinh (tuổi)            | Số trận | Câu lạc bộ   |
| -- | -- | -------------------- | --------------------------- | ------- | ------------ |
| 1  | TM | Waleed Al-Baz        | 17 tháng 9, 1969 (15 tuổi)  |         | Al-Qadisiyah |
| 2  | HV | Fahad Al-Eshaiwy     | 28 tháng 1, 1970 (15 tuổi)  |         | Al-Ahli      |
| 3  | HV | Hamad Al-Deghaim     | 29 tháng 7, 1969 (16 tuổi)  |         | Al-Ettifaq   |
| 4  | HV | Mansour Dagriri      | 4 tháng 11, 1969 (15 tuổi)  |         | Al-Qadisiyah |
| 5  | HV | Abdulrahman Al-Roomi | 28 tháng 10, 1969 (15 tuổi) |         | Al-Ahli      |
| 6  | TV | Khaled Al-Dosari     | 6 tháng 8, 1970 (14 tuổi)   |         | Al-Shabab    |
| 7  | TV | Abdulaziz Al-Razgan  | 6 tháng 12, 1969 (15 tuổi)  |         | Al-Ettifaq   |
| 8  | TV | Marwan Al-Bassas     | 17 tháng 5, 1970 (15 tuổi)  |         | Al-Fatih     |
| 9  | TV | Saadoun Al-Suraiti   | 14 tháng 7, 1970 (15 tuổi)  |         | Al-Ettifaq   |
| 10 | TĐ | Adel Al-Dosary       | 4 tháng 10, 1970 (14 tuổi)  |         | Al-Ettifaq   |
| 11 | TĐ | Saleh Al-Najrani     | 21 tháng 12, 1970 (14 tuổi) |         | Al-Ahli      |
| 12 | TĐ | Ali Daghriri         | 1 tháng 12, 1969 (15 tuổi)  |         | Al Nassr FC  |
| 13 | TĐ | Boushal Al-Boushal   | 22 tháng 1, 1970 (15 tuổi)  |         | Al Jabalain  |
| 14 | TV | Nasser Al-Fahad      | 3 tháng 7, 1969 (16 tuổi)   |         | Al-Riyadh    |
| 15 | HV | Fahad Al-Humaid      | 28 tháng 8, 1970 (14 tuổi)  |         | Al-Hilal     |
| 16 | TĐ | Khaled Al-Harbi      | 11 tháng 10, 1969 (15 tuổi) |         | Al-Ittihad   |
| 17 | HV | Siraj Mashmoos       | 1 tháng 9, 1970 (14 tuổi)   |         | Al-Shabab    |
| 18 | TM | Nawaf Mubarak        | 12 tháng 12, 1969 (15 tuổi) |         | Al Nassr FC  |

### Costa Rica
Huấn luyện viên:  Manuel Arias
| Số | Vt | Cầu thủ             | Ngày sinh (tuổi)            | Số trận | Câu lạc bộ        |
| -- | -- | ------------------- | --------------------------- | ------- | ----------------- |
| 1  | TM | Dilson Solis        | 23 tháng 1, 1969 (16 tuổi)  |         | Herediano         |
| 2  | HV | Erick Rodríguez     | 8 tháng 12, 1968 (16 tuổi)  |         | Herediano         |
| 3  | HV | Marcos Padilla      | 17 tháng 7, 1969 (16 tuổi)  |         | Saprissa          |
| 4  | HV | Sergio Alvarado     | 2 tháng 8, 1968 (16 tuổi)   |         | San José          |
| 5  | HV | Edwin Barquero      | 23 tháng 10, 1968 (16 tuổi) |         | Herediano         |
| 6  | HV | Gilberto Villalobos | 9 tháng 10, 1969 (15 tuổi)  |         | San José          |
| 7  | TV | Donald Avila        | 18 tháng 8, 1968 (16 tuổi)  |         | Deportivo Company |
| 8  | TV | Raymond Monney      | 27 tháng 11, 1968 (16 tuổi) |         | Atenas            |
| 9  | TV | Javier Wanchope     | 10 tháng 8, 1968 (16 tuổi)  |         | San José          |
| 10 | TV | Jaime Quesada       | 14 tháng 5, 1969 (16 tuổi)  |         | Saprissa          |
| 11 | TĐ | José Ramírez        | 10 tháng 2, 1968 (17 tuổi)  |         | Saprissa          |
| 12 | TV | Hernán Medford      | 23 tháng 5, 1968 (17 tuổi)  |         | Grecia            |
| 14 | TĐ | Alvaro Hernández    | 20 tháng 3, 1969 (16 tuổi)  |         | Grecia            |
| 15 | TV | Roger León          | 18 tháng 1, 1969 (16 tuổi)  |         | Alajuelense       |
| 16 | TĐ | Fernando Rosses     | 29 tháng 12, 1968 (16 tuổi) |         | Belén             |
| 17 | TĐ | Sergio Bogantes     | 2 tháng 2, 1969 (16 tuổi)   |         | Tres Ríos         |
| 20 | TM | Carlos Ramírez      | 13 tháng 9, 1968 (16 tuổi)  |         | Saprissa          |
| 22 | TM | Rafael Villalobos   | 23 tháng 10, 1968 (16 tuổi) |         | Pérez Zeledón     |

### Nigeria
Huấn luyện viên:  Sebastian Brodrick-Imasuen
| Số | Vt | Cầu thủ              | Ngày sinh (tuổi)            | Số trận | Câu lạc bộ |
| -- | -- | -------------------- | --------------------------- | ------- | ---------- |
| 1  | TM | Lucky Agbonsevbafe   | 12 tháng 8, 1969 (15 tuổi)  |         | Tự do      |
| 2  | HV | Tenworimi Duere      | 7 tháng 12, 1969 (15 tuổi)  |         | Tự do      |
| 3  | HV | Nduka Ugbade         | 6 tháng 9, 1969 (15 tuổi)   |         | Tự do      |
| 4  | HV | Fatai Atere          | 1 tháng 8, 1971 (13 tuổi)   |         | Tự do      |
| 5  | HV | Binabei Numa         | 8 tháng 7, 1969 (16 tuổi)   |         | Tự do      |
| 6  | TV | Kingsley Aikhionbore | 24 tháng 9, 1969 (15 tuổi)  |         | Tự do      |
| 7  | TV | Salisu Nakade        | 1 tháng 10, 1968 (16 tuổi)  |         | Tự do      |
| 8  | TV | Sani Adamu           | 2 tháng 11, 1968 (16 tuổi)  |         | Tự do      |
| 9  | TĐ | Jonathan Akpoborie   | 20 tháng 10, 1968 (16 tuổi) |         | Tự do      |
| 10 | TĐ | Victor Igbinoba      | 8 tháng 10, 1969 (15 tuổi)  |         | Tự do      |
| 11 | TĐ | Bilia Momoh          | 25 tháng 12, 1969 (15 tuổi) |         | Tự do      |
| 12 | TM | Imama Amapakabor     | 27 tháng 7, 1969 (16 tuổi)  |         | Tự do      |
| 13 | HV | Baldwin Bazuaye      | 9 tháng 9, 1968 (16 tuổi)   |         | Tự do      |
| 14 | TĐ | Joseph Babatunde     | 28 tháng 7, 1969 (16 tuổi)  |         | Tự do      |
| 15 | HV | Chukwuma Nwoha       | 17 tháng 1, 1970 (15 tuổi)  |         | Tự do      |
| 16 | TV | Mohamed Yahaya       | 16 tháng 6, 1970 (15 tuổi)  |         | Tự do      |
| 17 | TV | Hilary Adiki         | 1 tháng 8, 1970 (14 tuổi)   |         | Tự do      |
| 18 | TV | Dele Abubakar        | 2 tháng 10, 1969 (15 tuổi)  |         | Tự do      |

- Các cầu thủ Nigeria đã được tuyển chọn từ các đội bóng trường học.

### Ý
Huấn luyện viên:  Giuseppe Lupi
| Số | Vt | Cầu thủ           | Ngày sinh (tuổi)            | Số trận | Câu lạc bộ   |
| -- | -- | ----------------- | --------------------------- | ------- | ------------ |
| 1  | TM | Fabio Popaiz      | 7 tháng 3, 1969 (16 tuổi)   |         |              |
| 2  | TV | Michele Gelsi     | 7 tháng 9, 1968 (16 tuổi)   |         | Fiorentina   |
| 3  | HV | Roberto Beretta   | 11 tháng 8, 1968 (16 tuổi)  |         |              |
| 4  | HV | Luigi Garzja      | 7 tháng 7, 1969 (16 tuổi)   |         | Lecce        |
| 5  | HV | Alessandro Dozio  | 1 tháng 8, 1968 (16 tuổi)   |         |              |
| 6  | TV | Andrea Caverzan   | 14 tháng 9, 1968 (16 tuổi)  |         | Montebelluna |
| 7  | TĐ | Giorgio Bresciani | 23 tháng 4, 1969 (16 tuổi)  |         | Torino       |
| 8  | TV | Piero Tersigni    | 6 tháng 8, 1968 (16 tuổi)   |         |              |
| 9  | TV | Valerio Mazzucato | 27 tháng 1, 1969 (16 tuổi)  |         |              |
| 10 | TV | Roberto D'Ermilio | 8 tháng 10, 1968 (16 tuổi)  |         |              |
| 11 | TĐ | Maurizio Ganz     | 13 tháng 10, 1968 (16 tuổi) |         | Sampdoria    |
| 12 | TM | Alessio Tonet     | 13 tháng 12, 1968 (16 tuổi) |         |              |
| 13 | HV | Stefano Alfonso   | 28 tháng 1, 1970 (15 tuổi)  |         |              |
| 14 | HV | Vincenzo Maiuri   | 26 tháng 5, 1969 (16 tuổi)  |         |              |
| 15 | HV | Sergio Porrini    | 8 tháng 11, 1968 (16 tuổi)  |         | Milan        |
| 16 | TV | Mauro Antonioli   | 27 tháng 9, 1968 (16 tuổi)  |         |              |
| 17 | TĐ | Omar Gaslini      | 28 tháng 9, 1968 (16 tuổi)  |         |              |
| 18 | TV | Simone Baldo      | 2 tháng 2, 1969 (16 tuổi)   |         |              |

## Bảng D

### Qatar
Huấn luyện viên:  Carlos Roberto Cabral
| Số | Vt | Cầu thủ             | Ngày sinh (tuổi)            | Số trận | Câu lạc bộ |
| -- | -- | ------------------- | --------------------------- | ------- | ---------- |
| 1  | TM | Ahmed Al-Kuwari     | 8 tháng 4, 1969 (16 tuổi)   |         | Al-Nassr   |
| 2  | HV | Saad Esmael         | 23 tháng 7, 1969 (16 tuổi)  |         | Qatar SC   |
| 3  | HV | Ali Al-Kubaisi      | 3 tháng 4, 1969 (16 tuổi)   |         | Al-Shamal  |
| 4  | HV | Ali Al-Sulaiti      | 18 tháng 4, 1969 (16 tuổi)  |         | Al-Arabi   |
| 5  | HV | Osama Al-Dafea      | 8 tháng 9, 1969 (15 tuổi)   |         | Al-Rayyan  |
| 6  | TV | Farid Al-Mahmoodi   | 7 tháng 5, 1969 (16 tuổi)   |         | Al-Sadd    |
| 7  | TV | Mohammed Al-Muhaiza | 17 tháng 10, 1969 (15 tuổi) |         | Al-Shamal  |
| 8  | TV | Yousef Khalaf       | 7 tháng 4, 1969 (16 tuổi)   |         | Al-Tadamon |
| 9  | TĐ | Salah Aman          | 16 tháng 4, 1969 (16 tuổi)  |         | Al-Rayyan  |
| 10 | TV | Saud Al-Thani       | 19 tháng 6, 1969 (16 tuổi)  |         | Al-Rayyan  |
| 11 | TĐ | Adel Al-Abdulla     | 18 tháng 4, 1969 (16 tuổi)  |         | Al-Rayyan  |
| 12 | TM | Jamal Hilal         | 18 tháng 11, 1969 (15 tuổi) |         | Al-Arabi   |
| 13 | HV | Abdulla Al-Adsani   | 5 tháng 5, 1969 (16 tuổi)   |         | Al-Arabi   |
| 14 | TĐ | Mohd Bajaidah       | 4 tháng 12, 1969 (15 tuổi)  |         | Al-Sadd    |
| 15 | HV | Marzouq Abdulla     | 11 tháng 4, 1969 (16 tuổi)  |         | Al-Sadd    |
| 16 | TĐ | Saleh Al-Mohannadi  | 24 tháng 9, 1969 (15 tuổi)  |         | Al-Sadd    |
| 17 | TV | Khalifa Hilal       | 24 tháng 8, 1969 (15 tuổi)  |         | Al-Sadd    |
| 18 | TV | Rahman Al-Hashmi    | 17 tháng 9, 1969 (15 tuổi)  |         | Education  |

### Brasil
Huấn luyện viên:  Homero Cavalheiro
| Số | Vt | Cầu thủ    | Ngày sinh (tuổi)            | Số trận | Câu lạc bộ    |
| -- | -- | ---------- | --------------------------- | ------- | ------------- |
| 1  | TM | Palmieri   | 25 tháng 8, 1968 (16 tuổi)  |         | Bangu         |
| 2  | HV | Resende    | 9 tháng 9, 1968 (16 tuổi)   |         | Vitória       |
| 3  | HV | Mauricio   | 25 tháng 7, 1969 (16 tuổi)  |         | Vitória       |
| 4  | HV | André Cruz | 20 tháng 9, 1968 (16 tuổi)  |         | Ponte Preta   |
| 5  | TV | Anderson   | 26 tháng 10, 1968 (16 tuổi) |         | América       |
| 6  | TV | Iván Rocha | 14 tháng 1, 1969 (16 tuổi)  |         | São Paulo     |
| 7  | TĐ | Moreira    | 23 tháng 1, 1969 (16 tuổi)  |         | Flamengo      |
| 8  | HV | Pereira    | 26 tháng 11, 1969 (15 tuổi) |         | Portuguesa    |
| 9  | TV | Bismarck   | 17 tháng 9, 1969 (15 tuổi)  |         | Vasco da Gama |
| 10 | TĐ | William    | 17 tháng 10, 1968 (16 tuổi) |         | Vasco da Gama |
| 11 | TĐ | Rodrigues  | 25 tháng 12, 1968 (16 tuổi) |         | Internacional |
| 12 | TM | Assumpça   | 12 tháng 5, 1969 (16 tuổi)  |         | Flamengo      |
| 13 | HV | Félix      | 20 tháng 2, 1970 (15 tuổi)  |         | Palmeiras     |
| 14 | HV | Marques    | 17 tháng 9, 1968 (16 tuổi)  |         | Cruzeiro      |
| 15 | TV | Neto       | 11 tháng 9, 1968 (16 tuổi)  |         | Vitória       |
| 16 | TV | Carlos     | 1 tháng 8, 1969 (15 tuổi)   |         | Matsubara     |
| 17 | TĐ | Cláudio    | 30 tháng 12, 1969 (15 tuổi) |         | Botafogo      |
| 18 | TĐ | Gilson     | 29 tháng 10, 1968 (16 tuổi) |         | Grêmio        |

### México
Huấn luyện viên:  Roberto Rodríguez
| Số | Vt | Cầu thủ                      | Ngày sinh (tuổi)            | Số trận | Câu lạc bộ      |
| -- | -- | ---------------------------- | --------------------------- | ------- | --------------- |
| 1  | TM | Raul Zepeda                  | 25 tháng 3, 1969 (16 tuổi)  |         | América         |
| 2  | HV | José Franco                  | 14 tháng 8, 1968 (16 tuổi)  |         | Necaxa          |
| 3  | HV | José de la Fuente            | 16 tháng 1, 1966 (19 tuổi)  |         | Monterrey       |
| 4  | HV | Juan de Dios Ramírez Perales | 8 tháng 3, 1969 (16 tuổi)   |         | UNAM            |
| 5  | HV | Héctor Rubio                 | 10 tháng 11, 1968 (16 tuổi) |         | Cruz Azul       |
| 6  | TV | Pedro García                 | 2 tháng 4, 1969 (16 tuổi)   |         | Atlas           |
| 7  | TV | Ramon Raya                   | 8 tháng 9, 1968 (16 tuổi)   |         | América         |
| 8  | TV | Enrique González             | 21 tháng 2, 1969 (16 tuổi)  |         | Ag de Echeg     |
| 9  | TV | José Castillo                | 17 tháng 8, 1968 (16 tuổi)  |         | UNAM            |
| 10 | TĐ | Rafael Ramirez-Herrera       | 12 tháng 2, 1969 (16 tuổi)  |         | Deportivo Paris |
| 11 | TĐ | Elias Ledesma                | 9 tháng 1, 1969 (16 tuổi)   |         | Azucareros      |
| 12 | TV | Víctor Montoya               | 14 tháng 11, 1968 (16 tuổi) |         | América         |
| 13 | HV | Maurício Estrada             | 12 tháng 6, 1969 (16 tuổi)  |         | América         |
| 14 | TV | Gabriel Ruiz                 | 18 tháng 10, 1969 (15 tuổi) |         | América         |
| 15 | HV | Gilberto Camargo             | 10 tháng 5, 1969 (16 tuổi)  |         | América         |
| 16 | TĐ | Luis García                  | 1 tháng 6, 1969 (16 tuổi)   |         | UNAM            |
| 17 | TM | Manuel Villegas              | 26 tháng 8, 1968 (16 tuổi)  |         | Atlas           |
| 18 | TĐ | Francisco Cortés             | 17 tháng 8, 1969 (15 tuổi)  |         | Tecos UAG       |

### Hungary
Huấn luyện viên:  Bertalan Bicskei
| Số | Vt | Cầu thủ           | Ngày sinh (tuổi)            | Số trận | Câu lạc bộ  |
| -- | -- | ----------------- | --------------------------- | ------- | ----------- |
| 1  | TM | István Tarlósi    | 29 tháng 8, 1968 (16 tuổi)  |         | Salgótarján |
| 2  | TV | Csaba Horváth     | 7 tháng 3, 1969 (16 tuổi)   |         | MTK-VM      |
| 3  | HV | András Jávorka    | 17 tháng 8, 1968 (16 tuổi)  |         |             |
| 4  | HV | János Palaczky    | 30 tháng 8, 1968 (16 tuổi)  |         | Pécsi MSC   |
| 5  | TV | Tamás Udvardi     | 28 tháng 9, 1968 (16 tuổi)  |         |             |
| 6  | HV | András Kisistók   | 25 tháng 12, 1968 (16 tuổi) |         |             |
| 7  | TV | László Marik      | 9 tháng 3, 1969 (16 tuổi)   |         |             |
| 8  | TV | Zsolt Limperger   | 13 tháng 9, 1968 (16 tuổi)  |         | Ferencváros |
| 9  | TĐ | Attila Kecskés    | 13 tháng 2, 1969 (16 tuổi)  |         |             |
| 10 | TĐ | Tamás Petres      | 3 tháng 9, 1968 (16 tuổi)   |         | Videoton SC |
| 11 | TĐ | Zoltán Kanál      | 11 tháng 11, 1968 (16 tuổi) |         |             |
| 12 | TĐ | Zoltán Molnár     | 24 tháng 9, 1968 (16 tuổi)  |         |             |
| 13 | HV | Attila Harcsár    | 11 tháng 11, 1968 (16 tuổi) |         |             |
| 14 | HV | Zsolt Páling      | 16 tháng 2, 1969 (16 tuổi)  |         | Ferencváros |
| 15 | TV | Zsolt Huszák      | 11 tháng 11, 1968 (16 tuổi) |         |             |
| 16 | HV | József Ördög      | 30 tháng 6, 1969 (16 tuổi)  |         |             |
| 17 | TV | István Szőczey    | 29 tháng 9, 1968 (16 tuổi)  |         |             |
| 18 | TM | Árpád Kovácsevics | 4 tháng 10, 1968 (16 tuổi)  |         |             |